# Mickel i Långhult
Mickel i Långhult, egentligen Michael Jonasson Wallander, född 24 april 1778 i Värnamo, Jönköpings län, död 12 september 1860 i Långhults Backstuga, Ryssby socken, Kronobergs län
, var en svensk sagoberättare och författare från Långhult, Ryssby socken, ett par kilometer söder om Målarskog. Han har givit namn åt Mickelpriset som årligen delas ut till personer som "på ett förtjänstfullt sätt verkat för att sprida kunskap kring och intresse för den muntliga berättartraditionen och dess sagor och sägner".
Mickel föddes den 24 april 1778 i Värnamo. Som vuxen arbetade han som dräng runt om i södra Småland, ofta hos olika prästgårdar. Den 30 mars 1817 gifter sig Mickel med änkan Kjerstin Jönsdotter från Rydaholm. Kjerstin var tidigare gift med Isac Nilsson (1755-1815) och hade tillsammans med honom dottern Anna-Stina, född 27 november 1809, och sonen Johannes, född 21 september 1811. Efter vigseln flyttade de till Långhults Norregård i Ryssby socken, ett par kilometer söder om Målaskog, med en fjärdedels arrende. Enligt källor ska han ha misskött sitt arrendejordbruk grundligt. Åtta år senare, den 29 juni 1819, fick Mickel och Kjerstin dottern Märta-Lisa. 
Mickel var den enda i byn som var något skrivkunnig och han antecknade allt som intresserade honom i sin dagbok, som efterhand blev till en slags sockenskrönika. Det brukade hända att traktens invånare gick till honom för att få veta exakt vad som hade hänt i bygden. Han uppskattades av bönderna inte bara för sin nyhetsförmedling, utan även för sitt historieberättande och rolighetsmakeri samt ska ha haft en vass tunga och dräpande satir.

År 1830 upphörde Mickel som arrendator på sin fjärdedel och familjen flyttade till Backstugan under Långhult Norregård. Under 1838 dör Kjerstin, möjligtvis till följd av sin astma. Fem år efter sin frus död, 1843, börjar Mickel skriva ner de sagor som han förr endast har berättat. Pappret fick Mickel från kontraktsprosten Carl Fredrik Cavallius, far till etnologen Gunnar Olof Hyltén-Cavallius. Prosten hade gjort sonen uppmärksam på Mickels sagoberättande, varvid sonen bad fadern om att ge Mickel god betalt för arbetet. Mickel fyllde arken så mycket det gick, ända ut i kanten, och bad prosten om ursäkt för att han inte kunde fylla dem än mer.
"Gubben Mickel på Ryssby har jag haft här. Han fick 12 ark papper med löfte att erhålla 3 riksdaler om han skrifver dem fulla." - prost Cavallius, 11 november 1843 
"Mickel var här i förgårs och fick en hel bok papper, som han lofvade försöka att fylla." - prost Cavallius, 11 december 1843 
"Af Michel har jag fjorton. Han kommer snart med mera. De där tolfskillingarna äro så roliga att ha till snus." - prost Cavallius, april 1844 
"Mickel i Långhult har äfen varit mig en mäkta god hjelp, Han har skickat mig rätt många dyrbara saker och jag önskar derför att Pappa ville mot honom vara så hederlig, som tillgångarne kunna medgifva." - etnolog Hyltén-Cavallius 
Det är därmed möjligt att en del av sagorna i Gunnar Olof Hyltén-Cavallius bok Svenska Folksagor och Äfentyr är återberättelser av de sagor och händelser som Mickel nertecknade. I sina berättelser skildrar han fattigfolkets liv och traktens folktro, vilket han kallade  "hedniska vidskepelser". Han hämtade även enstaka motiv från franka och tyska skillingtryck av översatta folksagor. Även om berättelserna ursprung inte alltid kom från honom så tillförde han alltid sig själv. Mickel använda ofta ord och böjningsformer från Gustav Vasas Bibel för att ge sitt berättande en mer ålderdomlig känsla.
År 1845 skrivs Mickel in i kyrkboken som fattighjon och två år senare, den 15 mars 1847, dör hans dotter Märta-Lisa i förkylning. Under sin sista tid vårdas Mickel av Anna Jönsdotter (1814-1884), fram tills han dör på Långhults Backstuga den 12 september 1860. Han begravs fyra dagar senare den 16 september.

## Sagoförteckning
Sagor med de titlar som de har i Kungliga Gustav Adolfs Akademis utgåva av Mickel i Långhults Sagor, 1937.
- De bergtagna barnen
- Halvtrollet eller de tre svärden
- Den ordkloka prinsessan
- Gummans goda råd
- Den förtrollade grodan
- Penningpungen, fiolen och bössan
- Tuppen, duken och klubban
- Satans undantag
- Kuggaberg och trollens julafton
- Tjuvens tre mästerprov
- Den betalande hatten och knallen, som dränkte tre skälmar
- Den sjunkna herrgården
- Brudgölen
- Den lata bonddottern
- Satan och Gyert, som var värre än han
- Mjölnaren och kvarnen, som brann upp varje julnatt
- Den talande fågeln, det spelande trädet och det levande vattnet
- Bonden, suggan och geten samt knallen, som besvarade fans sju frågor
- En kommitté
- Mjölnaren och Odens jakt
- Funteliten och hans moder
- Två moderlösa barn
- Om häxan Sissa och hennes dotter, Kapten Elin
- Ett jaktäventyr
- En fattig torpare
- Parodiska personalier vid tre gravar
- Blåsmässepisteln
- En målarräkning
- Tvärviggen
- Sankte Per, Vår Herre och flickorna, som skulle läsa
- Vår Herre och Sankte per vandra på jorden
- Jätten som byggde Rydaholms kyrka
- Fem hustrur som hade möte med satan i skogen
- Den snåla bondhustruns begravning
- Den fattige torparen, Vår Herre och Sankte Per
- De två kungabarnen och skeppet, som gick över vatten och land
- Lilla Britta
- Raskargod
- Kärringens dumme son, som skulle lära alla hantverk, och smeden som lurade satan
- Fragment
- Bussenkis trolldödaren
- Den uppfyllda spådomen
- Sankte Per och den härsklystna änkan
- Sankte Per och smeden